# Numenius tenuirostris
Numenius tenuirostris là một loài chim trong họ Scolopacidae.